# Phillip Clancey
Phillip Alexander Clancey (26 septembre 1917 – 18 juillet 2001) est un ornithologue écossais faisant figure d'autorité dans le domaine de l'ornithologie de l'Afrique du Sud.

## Biographie
Philip Clancey nait et grandit à Glasgow en Écosse où il étudie à la Glasgow School of Art. Lors de la Seconde Guerre mondiale il sert du côté des forces alliées dans le 51e Highland Regiment (Royal Regiment of Scotland) en Sicile et en Italie (continentale). Il échappe de peu à la mort et devient sourd d'une oreille à cause d'une explosion.
Durant les années 1948-1949, il accompagne le soldat et ornithologue britannique Richard Meinertzhagen pour une expédition ornithologique au Yémen (Aden), en Somalie, en Éthiopie, au Kenya et en Afrique du Sud. En août 1950 il prend le poste de directeur du musée de Pietermaritzburg. Il est également président de diverses associations de muséums ou ornithologiques. Du 1er janvier 1952 jusqu'à sa retraite le 25 septembre 1982 il dirige le musée de Durban et sa galerie d'art.

## Quelques taxons décrits
Clancey a décrit près de deux cents sous-espèces d'oiseaux d'Afrique du Sud.
- Pogonocichla stellata hygrica (Clancey, 1969)
- Thalasseus bergii enigma (Clancey, 1979)

## Liste partielle des publications
- (en) The Birds of Natal and Zululand, 1964
- (en) The Gamebirds of Southern Africa, 1967
- (en) Catalogue of the Birds of the South African Subregion, 1965-1972
- (en) Handlist of the Birds of Southern Mozambique, 1970-1972
- Coauteur du volume II de (en) Atlas of Speciation of African Birds, 1978
- Éditeur en chef de (en) S.A.O.S. Checklist of Southern African Birds, 1980
- (en) The Rare Birds of Southern Africa, 1985
- (en) Kingfishers of Sub-Saharan Africa, Jonathan Ball Publishers, 31 décembre 1992 (ISBN 978-0-947464-65-3)
- (en) The Birds of Southern Mozambique, African Bird Book Publishing, janvier 1996, 2e éd., 312 p. (ISBN 978-0-620-19918-6)